# George Wallace

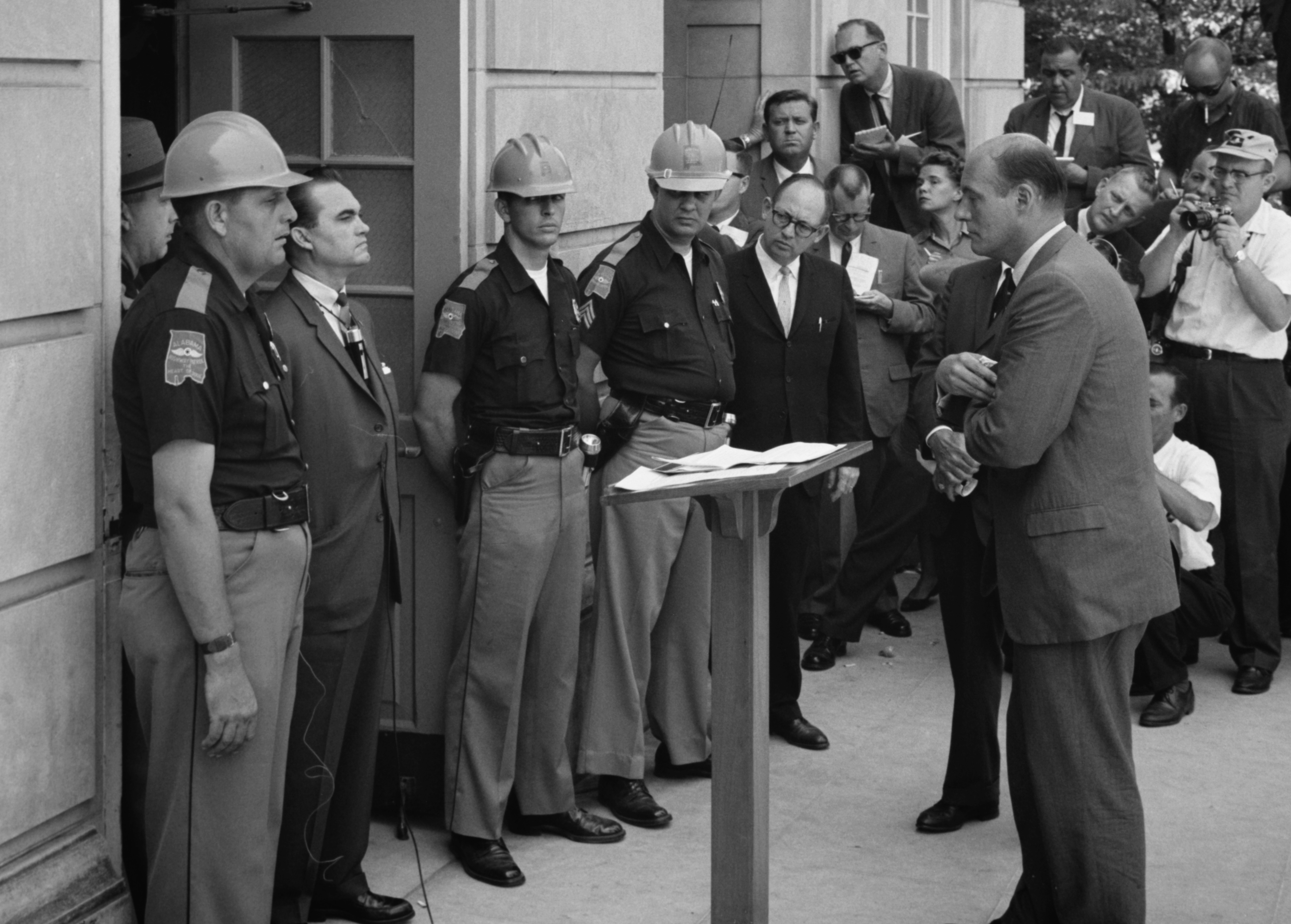
Protest Stand in the Schoolhouse Door – Wallace blokuje drzwi do Audytorium Fostera na Uniwersytecie Alabamy

George Corley Wallace (ur. 25 sierpnia 1919, zm. 13 września 1998) – amerykański polityk, czterokrotny gubernator południowego stanu Alabama, a także czterokrotny kandydat na urząd prezydenta Stanów Zjednoczonych (w 1964, 1972 i 1976 jako kandydat Partii Demokratycznej oraz w 1968 jako kandydat Amerykańskiej Partii Niezależnych). W latach 60. i później był ważną figurą na amerykańskiej scenie politycznej.  Wallace notorycznie sprzeciwiał się desegregacji, wspierał prawa Jima Crowa podczas ruchu praw obywatelskich, odwołując się do tego w swojej mowie zaprzysiężającej słowami: "segregacja teraz, segregacja jutro, segregacja zawsze". W 1965 Martin Luther King Jr. nazwał Wallace'a "prawdopodobnie najniebezpieczniejszym rasistą w Ameryce w dniu dzisiejszym".

## Życiorys
Wallace pochodził z niezamożnej, wykształconej i liberalnej rodziny, z okręgu Barbour w południowo-zachodniej Alabamie. Jego dziadek był lekarzem, leczył zarówno białych i czarnych mieszkańców hrabstwa, często nieodpłatnie. W szkole średniej pasjonował się boksem i w latach 1936–1937 był mistrzem Alabamy w wadze koguciej, a w następnych latach udzielał się jako sędzia bokserski. Był trzykrotnie żonaty, ze swą pierwszą żoną Lurleen Wallace miał czwórkę dzieci.
Od najmłodszych lat interesował się polityką i w wieku 10 lat został gońcem senatu stanowego Alabamy, a trzy lata później towarzyszył ojcu przy pracy w komisji wyborczej. W 1938 r. był szefem kampanii ojca w wygranych wyborach na stanowisko sędziego sądu do spraw spadkowych. W 1942 r. na Uniwersytecie Alabamy w Tuscaloosie uzyskał dyplom w zakresie prawa i przez pewien czas pracował w prokuraturze stanowej. W czasie II wojny światowej służył w lotnictwie.
Karierę polityczną rozpoczął w 1946, kiedy został wybrany posłem do izby niższej legislatury stanu Alabama. W tym okresie podzielał poglądy Jima Folsoma i jako poseł zgłaszał projekty licznych programów socjalnych oraz podniesienia podatków dla najbogatszych. W 1948 był delegatem na konwencję wyborczą partii demokratycznej. Stanął wtedy w opozycji do kandydata właściwej organizacji partyjnej, ówczesnego prezydenta Harry’ego Trumana, i wraz z grupą południowych demokratów poparł gubernatora Karoliny Południowej Stroma Thurmonda (późniejszego wieloletniego przewodniczącego pro tempore Senatu Stanów Zjednoczonych). Warto odnotować, że Truman mimo odmówienia mu poparcia tak ze strony konserwatywnego, jak i liberalnego skrzydła partii, wygrał wybory.
W 1952 r. został sędzią stanowym i jako pierwszy w Alabamie zwracał się do czarnych adwokatów, świadków i oskarżonych z użyciem form „pan”, „pani”. W 1958 daremnie starał się o nominację alabamskiej organizacji demokratów na gubernatora, pokonany w prawyborach przez przyszłego gubernatora Johna Pattersona. W kampanii ostro potępiał Ku Klux Klan, ale nie proponował zniesienia segregacji. Po porażce zdecydował się zmienić głoszone poglądy dotyczące segregacji rasowej, czego powodem były rosnące napięcia rasowe w stanie i radykalizacja elektoratu. W 1962 ponowił próbę, uzyskał nominację i wygrał w tym zdominowanym ówcześnie przez demokratów stanie.
Jako gubernator reprezentował tendencje konserwatywne i rasistowskie, w mowie inauguracyjnej obiecał „segregację na zawsze”, stał w wyraźnej opozycji wobec ówczesnego liberalnego kierownictwa partii i prezydentów Kennedy’ego i Johnsona. W 1963 osobiście zagrodził drogę dwojgu czarnoskórym uczniom, którzy chcieli się rozpocząć naukę w stanowym uniwersytecie. Dopiero stanowcza interwencja administracji prezydenckiej zmusiła go do ustąpienia. Dzięki temu wydarzeniu uzyskał ogólnokrajową rozpoznawalność, od tego czasu jeździł po USA, gromadząc na wiecach tłumy konserwatywnych, białych wyborców.
Zasłynął z zaciekłej obrony segregacji rasowej, brutalnego rozpędzania pokojowych demonstracji ludności czarnoskórej (dlatego zyskał poparcie Zjednoczonych Klanów Ameryki). W 1964 bezskutecznie usiłował uzyskać nominację swojej partii na prezydenta. Nominację tę bez trudu zdobył wówczas prezydent Lyndon Johnson. W wyborczym roku 1966 Wallace musiał uwzględnić zakaz stanowej konstytucji sprawowania funkcji gubernatora dwie kadencje z rzędu. Kiedy nie udało mu się zmienić tego przepisu, wystawił kandydaturę swojej chorej na raka żony Lurleen i po jej zwycięstwie nadal rządził stanem.
W 1968 ponownie kandydował na prezydenta, tym razem jako kandydat niezależny. Odwoływał się do dziewiętnastowiecznego ruchu populistycznego, sprzeciwiającego się bankierom z północy, wielkim plantatorom, bogaczom. W wyborach listopadowych uzyskał 10 milionów głosów i zwyciężył w 5 stanach południowych, zdobywając w Kolegium Elektorów 46 głosów. Było to jednak za mało, aby – jak liczył – uniemożliwić wybór prezydenta i przenieść głosowanie do Kongresu (jeśli żaden z kandydatów na prezydenta nie uzyska ponad połowy głosów w Kolegium Elektorskim, o wyborze prezydenta decyduje Izba Reprezentantów, a wiceprezydenta Senat), gdzie mógłby stać się „języczkiem u wagi”. Wówczas jego kandydatem na wiceprezydenta był emerytowany generał Curtis LeMay, pod którego dowództwem służył w czasie wojny. Później Wallace pełnił urząd gubernatora Alabamy w latach 1971–1979 (dwie kadencje).
Sukces Wallace'a zmobilizował Partię Republikańską do przejęcia części jego postulatów, by zabezpieczyć się przed powstaniem możliwej konkurencyjnej partii o bardziej prawicowym programie. W efekcie tego Republikanie stali się reprezentantem konserwatywnych, białych wyborców z prowincji. Wallace bez powodzenia ubiegał się o zdobycie nominacji Partii Demokratycznej w 1972 r. W czasie jednego z wieców wyborczych w kampanii 1972 Arthur Bremer dokonał na niego nieudanego zamachu, w wyniku którego Wallace został sparaliżowany od pasa w dół i do końca życia musiał poruszać się na wózku inwalidzkim. Aż do zamachu sondaże dawały mu szanse zdobycia nominacji.
Po zamachu porzucił stanowisko rasistowskie, przeprosił czarnych za krzywdy, jakie spotkały ich z jego strony, i przeszedł na pozycje bardziej liberalne, zjednując sobie nawet pewien odsetek wyborców czarnoskórych. W latach 1983–1987 ponownie sprawował funkcję gubernatora Alabamy, którą uzyskał z poparciem afroamerykańskich działaczy. Prezydent Jimmy Carter stawiał go często jako wzór zmiany sposobu myślenia.
Wallace zmarł 13 września 1998 w stolicy stanu Montgomery.

## Obecność w popkulturze
Także w Polsce wyświetlano film biograficzny George Wallace, opowiadający o życiu gubernatora. Drugą żonę Wallace’a grała w nim Angelina Jolie.